# Beaufai
Beaufai ist eine französische Gemeinde mit 327 Einwohnern (Stand: 1. Januar 2022) im Département Orne in der Region Normandie. Sie gehört zum Arrondissement  Mortagne-au-Perche und zum Kanton Rai (bis 2015: Kanton L’Aigle-Ouest). Die Einwohner werden Beaufaiens genannt.

## Geographie
Beaufai liegt etwa 55 Kilometer nordwestlich von Chartres am Risle, der die südliche Gemeindegrenze bildet. Umgeben wird Beaufai von den Nachbargemeinden Gauville im Norden und Nordosten, Saint-Symphorien-des-Bruyères im Nordosten, Rai im Osten, Aube im Südosten, Saint-Hilaire-sur-Risle im Süden, Saint-Pierre-des-Loges im Westen sowie Saint-Evroult-Notre-Dame-du-Bois im Nordwesten.

## Bevölkerungsentwicklung
| Jahr                      | 1962 | 1968 | 1975 | 1982 | 1990 | 1999 | 2006 | 2013 |
| Einwohner                 | 438  | 442  | 411  | 314  | 308  | 346  | 326  | 359  |
| Quelle: Cassini und INSEE |      |      |      |      |      |      |      |      |

## Sehenswürdigkeiten
- Kirche Saint-Roch aus dem 19. Jahrhundert
- Kirche Notre-Dame in Livet
- Schloss Le Vieux-Beaufai
- Schloss Livet aus dem 19. Jahrhundert

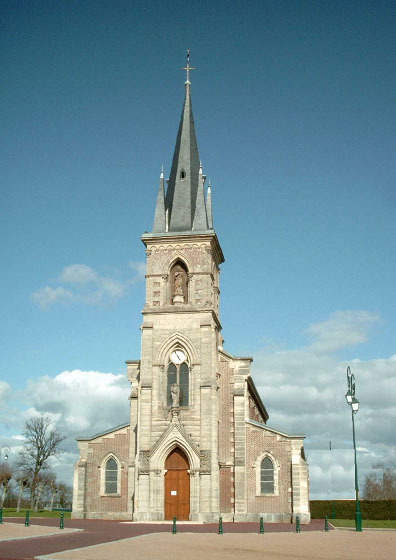
Kirche Saint-Roch

- Schloss Corru